# Sadachlo
Sadachlo (georgiska: სადახლო, azerbajdzjanska: Sadaxlı) är en ort i Georgien. Den ligger i den sydöstra delen av landet, vid gränsen till Armenien, 50 km söder om huvudstaden Tbilisi. Sadachlo ligger 473 meter över havet och hade 7 337 invånare år 2014.